# Bolaji Badejo
Bolaji Badejo, född 23 augusti 1953 Lagos i Nigeria, död 22 december 1992 i Ebute Metta, Lagos, var en nigeriansk skådespelare känd för rollen som "Alien" i science fiction-filmen med samma namn. Han var medlem av Yorubastammen.
Bolaji Badejo var ca 210 centimeter lång och blev upptäckt av en slump, Bolaji som studerande grafisk design i London var på en pub när en rollbesättare för filmen Alien upptäckte honom:
Rollbesättarna ansåg hans långa, smala kroppsbyggnad klippt och skuren för rollen som monstret.
Bolaji dog 1992 endast 39 år gammal i Sicklecellanemi